# Solenomelus pedunculatus
Solenomelus pedunculatus (Gillies ex Hook.) Hochr. – gatunek rośliny należący do rodziny kosaćcowatych (Iridaceae Juss.). Występuje naturalnie w Ameryce Południowej.

## Rozmieszczenie geograficzne
Rośnie naturalnie w Chile, w regionach Coquimbo, Valparaíso, Metropolitana, Libertador, Maule oraz Biobío.

## Morfologia
ŁodygaDorasta do 40 cm wysokości.
KwiatyPosiadają po 6 płatków o żółtej barwie.

## Biologia i ekologia
Bylina. Preferuje stanowiska w półcieniu lub w pełnym cieniu. Występuje na nizinach lub w dolinach górskich, a także w górach przybrzeżnych na wysokości 500–2000 m n.p.m.
Rośnie zarówno na obszarach wilgotnych, jak i suchych, gdzie susza może trwać nawet do 5 miesięcy. Występuje do 9 strefy mrozoodporności.

## Zastosowanie
Gatunek łatwy w uprawie. Ma zastosowanie komercyjne jako roślina ozdobna.